# (2Z,6Z)-farnezil difosfat sintaza
(2Z,6Z)-farnezil difosfat sintaza (EC 2.5.1.92, -farnezil difosfat sintaza, Z,Z-FPP sintaza, zFPS, Z,Z-farnezil pirofosfat sintaza) je enzim sa sistematskim imenom dimetilalil-difosfat:izopentenil-difosfat cistransferaza (dodaje 2 izopentenilne jedinice). Ovaj enzim katalizuje sledeću hemijsku reakciju
dimetilalil difosfat + 2 izopentenil difosfat {\displaystyle \rightleftharpoons } 2 difosfat + (2Z,6Z)-farnezil difosfat
Ovaj enzim je originalno izdvojen iz divljeg paradajza.

## Literatura
- Nicholas C. Price; Lewis Stevens (1999). Fundamentals of Enzymology: The Cell and Molecular Biology of Catalytic Proteins (Third изд.). USA: Oxford University Press. ISBN 019850229X.
- Eric J. Toone (2006). Advances in Enzymology and Related Areas of Molecular Biology, Protein Evolution (Volume 75 изд.). Wiley-Interscience. ISBN 0471205036.
- Branden C; Tooze J. Introduction to Protein Structure. New York, NY: Garland Publishing. ISBN 0-8153-2305-0.
- Irwin H. Segel. Enzyme Kinetics: Behavior and Analysis of Rapid Equilibrium and Steady-State Enzyme Systems (Book 44 изд.). Wiley Classics Library. ISBN 0471303097.

## Spoljašnje veze
- (2Z,6Z)-farnesyl+diphosphate+synthase на 